# Степаненков, Георгий Григорьевич
Георгий Григорьевич Степаненков (р. 08.04.1932) — российский инженер, лауреат Государственной премии СССР.

## Биография
Окончил ЛПИ (1955). С 1957 года на заводе «Вибратор»: инженер ОКБ, с 1973 главный инженер, в 1976—1980 генеральный директор, в 1980—1987 главный конструктор, в 1994—1998 снова генеральный директор, с 1998 исполнительный директор.
В 1987—1994 работал во ВНИИЭП (ВНИИ электроизмерительных приборов).
Кандидат технических наук (1971).
Лауреат Государственной премии СССР 1977 года — как один из руководителей работ по созданию и освоению промышленного производства и широкого внедрения в системы контроля и управления сложными научными и промышленными объектами комплекса аналоговых сигнализирующих контактных приборов (АСК).
Награждён орденом «Знак Почёта», медалями «За доблестный труд» и «З00 лет Российскому флоту» — за разработку и организацию серийного производства комплекса унифицированных щитовых аналоговых электроизмерительных приборов для ВМФ.